# Кальвет, Франсиско Симон
Франсиско Симон Кальвет (исп. Francisco Simón Calvet; 11 октября 1917, Барселона, Испания) — испанский футболист, вратарь. Бывший игрок футбольного клуба «Сельта».

## Карьера
Симон родился в Барселоне и переехал в Галисию для прохождения военной службы. Здесь в 1940 году его подписал футбольный клуб «Депортиво Ла-Корунья». В те годы основным вратарём команды был опытный Хуан Акунья, поэтому Франсиско Симону не нашлось места в стартовом составе «Депортиво Ла-Корунья».
В 1945 году Франсиско Симон перешёл в «Сельту» за 60 000 песет. Он дебютировал 16 декабря, победив «Эркулес» со счетом 4:1 и с этого момента стал основным вратарём команды на долгие годы.
В чемпионате Испании 1947/1948 клуб сенсационно занял четвертое место, отстав от чемпиона страны «Барселоны» всего на шесть очков. В том же году «Сельта» дошла до финала Кубка Испании, где сыграла против «Севильи». «Сельта» проиграла матч со счетом 4:1. Франсиско Симон получил травму на 60-й минуте матча при счёте 2:1, но из-за отсутствия замен в то время его место в воротах занял защитник Габриэль Алонсо и «Сельта» доигрывала матч в меньшинстве.
Завершив карьеру футболиста, Симон остался жить в Галисии, в районе Пуэнтес-де-Гарсия-Родригес.

## Достижения
«Сельта»
- Финалист Кубка Испании: 1948